# تپه باو علی
تپه باو علی مربوط به دوره اشکانیان - دوره ساسانیان - دوره ایلخانی است و در شهرستان اسلام‌آباد غرب، بخش مرکزی، دهستان حومه جنوبی، ۱/۶ کیلومتری شمال شرق روستای چیمن واقع شده و این اثر در تاریخ ۱۴ اسفند ۱۳۸۵ با شمارهٔ ثبت ۱۷۸۴۴ به‌عنوان یکی از آثار ملی ایران به ثبت رسیده است.